# Borstal Boy (film)
Pour plus de détails, voir Fiche technique et Distribution.
Borstal Boy est un film irlandais réalisé par Peter Sheridan, sorti en 2000.

## Synopsis
En 1941, Brendan Behan, jeune volontaire de l'IRA âgé de 16 ans, participe à un attentat. Il est arrêté et envoyé au Borstal, une maison de correction.

## Fiche technique
- Titre : Borstal Boy
- Réalisation : Peter Sheridan
- Scénario : Nye Heron et Peter Sheridan d'après le roman Borstal Boy de Brendan Behan
- Musique : Stephen McKeon
- Photographie : Ciarán Tanham
- Montage : Stephen O'Connell
- Production : Nye Heron, Arthur Lappin et Pat Moylan
- Société de production : British Sky Broadcasting, Dakota Films, Full Schilling Investments, Hell's Kitchen Films et Raidió Teilifís Éireann
- Pays :  Irlande et  Royaume-Uni
- Genre : Biopic, drame et romance
- Durée : 91 minutes
- Dates de sortie : 
  -  Irlande : 8 décembre 2000

## Distribution
- Shawn Hatosy : Brendan Behan
- Danny Dyer : Charlie Milwall
- Lee Ingleby : Dale
- Michael York : Joyce
- Eva Birthistle : Liz Joyce
- Mark Huberman : Mac
- Ian McElhinney : Verreker
- Eamon Glancy : Manning
- Dennis Conway : Holmes
- John O'Toole : Whitbread
- Luke Hayden : Alex
- Brian de Salvo : le juge Goddard
- Joe Taylor : Mortimer
- Eoin Slattery : James
- Tony Coleman : Cragg
- Mark Lambert : le chef Dixon
- Luke Griffin : Miller
- Owen Sharpe : Albert
- Viko Nikci : Jerzy

## Accueil
Le film a reçu un accueil mitigé de la critique. Il obtient un score moyen de 47 % sur Metacritic.